# Gibson Guitar Corporation
Gibson Brands es una de las empresas más grandes de fabricación de guitarras. Se fundó  en 1894 por Orville Gibson en la ciudad de Kalamazoo, Míchigan, Estados Unidos. Su sede se encuentra en Nashville, Tennessee.

## Historia

### Primera etapa clásica
En 1902, la Gibson Mandolin-Guitar Mfg. Co, Ltd. se fundó para comercializar estos instrumentos. Al poco tiempo de que la compañía iniciara sus actividades, la directiva presentó una moción para que a Orville H. Gibson se le pagara solamente por el tiempo en que trabajara para la compañía. Desde entonces, no quedaba claro si trabajaba allí a tiempo completo o como consultor. Gibson se consideraba un tanto excéntrico y se dudaba con el paso de los años de que sufriera algún tipo de enfermedad mental.
Desde los años 20, Gibson era responsable de muchas innovaciones en el diseño de las guitarras, y se convirtió en un líder en el mercado de las guitarras tipo "archtop", como el modelo Gibson L5. En 1936 presentó la primera guitarra española electrificada, "Electric Spanish", la Gibson ES-150, reconocida como la primera guitarra eléctrica.

### Etapa con Ted McCarty
El 15 de marzo de 1948, Ted McCarty, un trabajador de la empresa de pianos Wurlitzer, ingresa a formar parte de la compañía, como supervisor de la administración y la calidad de los productos. Como consecuencia, la marca vuelve a percibir ganancias económicas, y en junio de 1949, McCarty asume el puesto de vicepresidente ejecutivo. Finalmente, en el verano estadounidense de 1950, McCarty asume como presidente de Gibson, dando inicio a una era dorada de lanzamientos de los más renombrados modelos de guitarras eléctricas hasta tiempos actuales.
Durante su etapa como vicepresidente ejecutivo, McCarty diseñó e introdujo en 1949 sus primeros modelos para Gibson, dos guitarras archtop. Se trata de la ES-5, primer modelo de la compañía con tres pastillas, y la ES-175, introducido con una sola pastilla, cuyo nombre se debe al precio con que fue puesta a la venta (175 dólares americanos). 
En 1952, Gibson lanzó el diseño de la guitarra de cuerpo macizo, en colaboración con el popular guitarrista Les Paul. A finales de la década de 1950 se presentaron varios diseños nuevos, incluidas la Gibson Explorer, la Flying V y la semi-acústica ES-335, usada comúnmente por Tato Elera y Eric Johnson, y la introducción de las pastillas "humbucker". La Les Paul se ofrecía en diferentes modelos; (Custom, Standard, Special y Junior). 
En 1961, el diseño del cuerpo de la Les Paul cambió, debido al alto coste de elaborar el cuerpo de arce y caoba, lo que tuvo la desaprobación del músico Les Paul, quien poco después se desvinculó de Gibson. En 1963, ante lo previo con el guitarrista, el nuevo diseño recibió el nombre de SG, iniciales del término referido al tipo de guitarra eléctrica que era, "solid guitar" (en español, guitarra sólida).

### Etapa post-McCarty: Norlin, Henry Juszkiewicz y JC Curleigh/Cesar Gueikian
El 30 de junio de 1966, Ted McCarty deja Gibson luego de 18 años dirigiendo la etapa clásica de esta marca de instrumentos y equipos musicales. Ese mismo año, es reemplazado por Al Stanley. 
A finales de 1966, el modelo de guitarra eléctrica SG adquiere un golpeador más extenso (entre ambos lados horizontales del cuerpo), siendo esta versión popularizada años más tarde por el guitarrista principal de AC/DC, Angus Young. En 1967, Gibson vuelve a fabricar los modelos Flying V. 
A inicios de 1968, Stanley Rendell asume como nuevo jefe de Gibson, reemplazando a Al Stanley. Ese año, el modelo Les Paul volvió al catálogo de la marca, con los relanzamientos durante la NAMM de Junio de aquel año de las variantes Custom, que a partir de allí vendría de forma más común con dos pastillas humbuckers, y Goldtop de 1955-57, con pastillas P-90. El regreso del modelo se debió a la influencia de guitarristas de rock como Eric Clapton, George Harrison, John Lennon y Paul McCartney de The Beatles, y Peter Green, así como también al retorno del guitarrista Les Paul a la empresa. Más tarde, las Les Paul y SG se volverían muy populares entre los guitarristas de hard rock y heavy metal. Jimmy Page de Led Zeppelin, Ace Frehley de Kiss, Dickey Betts de The Allman Brothers Band, Joe Perry y Brad Whitford de Aerosmith, Slash de Guns N' Roses y The Edge de U2 serán conocidos por su preferencia por la Les Paul, y Frank Zappa, Angus Young de AC/DC, Tony Iommi de Black Sabbath o Glenn Tipton de Judas Priest serán conocidos por preferir la SG.
En 1969, Gibson queda a también a cargo de la empresa panameña ECL INDUSTRIES. La asociación entre el gerente de esta compañía, Norton Stevens, y el de CMI, Maurice Berlin, se llamaría Norlin, denominación resultante de una combinación entre el nombre del primer empresario y el apellido del segundo.
Entre 1974 y 1984, la fábrica de Gibson se mudó de Kalamazoo a Nashville, Tennessee. Otras plantas de producción son abiertas en Memphis, Tennessee y Bozeman, Montana. La fábrica de Memphis se usaba para semi-macizas y tienda de instrumentos personalizados, mientras que la de Bozeman se dedicó a la fabricación de instrumentos
acústicos.
En 1986, Henry Juszkiewicz adquiere la empresa, convirtiéndose en su CEO. Su dirección duraría 32 años.
El 23 de octubre de 2018, Gibson anuncia a James "JC" Curleigh como nuevo presidente y CEO de Gibson. Curleigh es un músico que anteriormente, había dirigido anteriormente la compañía de prendas de vestir Levi Strauss & Co..
El 10 de julio de 2023, Gibson anunció a Cesar Gueikian como su presidente y CEO. Guieikian había ingresado a la compañía en 2018, siendo nombrado como CEO provisional en mayo de 2023.

## Presente
En 2013 se anunció el cambio de nombre de la empresa, que pasó de ser conocido como Gibson Guitar Corporation a solamente Gibson Brands, lo que causó gran revuelo entre la comunidad cibernética y los puristas de la marca. En 2018 Gibson se declaró en quiebra.

## Copias autorizadas
Gibson es conocido por fabricar guitarras de alta calidad, pero tienen un precio muy alto. Por lo tanto, a lo largo de los años, diferentes fabricantes, incluida su compañía subsidiaria, Epiphone, han construido variantes más baratas para mejorar las ventas. Estas fábricas están a menudo en Japón, Corea del Sur o China.
Antes de que Gibson decidiera fabricar todas sus propias versiones baratas a través de Epiphone, otra subsidiaria japonesa de Gibson llamada Orville By Gibson realizó un gran número de copias. Estas son aclamadas por ser de una calidad mucho mayor que la verdadera versión de Epiphone. De hecho, las mejores y más antiguas copias de Orville son hoy en día piezas de colección por derecho propio. Los guitarristas más maduros recordarán que Epiphone no consiguió la exclusividad del mercado "oficial" de las copias Gibson sino hasta principios de la década de 1990, de la forma más barata posible. Se rumorea que Orville aún funciona, pero solo haciendo copias de Gibson de mayor calidad, como la filial japonesa de copiadores Gibson, Tokai Guitars, también famosos por la calidad de sus instrumentos.

## Copias no autorizadas
Gibson ha estado bajo fuego en la industria de la música por la popularidad de sus guitarras y las copias por parte de otros fabricantes. Algunas copias de Gibson incluían: El Maya, Shaftesbury, Univox, Greco y Tokai, entre otros. Hay imitaciones que usan el mismo nombre que la marca original. Su objetivo es que el consumidor crea que se trata de un modelo original, aunque la calidad y los aspectos estéticos difieran en muchos aspectos. Por otro lado están las copias Shanzai, que son las que usan un nombre muy similar, pero diferente, al de la marca original. Estas últimas no buscan pasar por originales y son abiertamente una falsificación, aunque puede tener nombres muy similares a la marca original. La copia shanzhai de Gibson por antonomasia es la popular Chibson Les Paul.
Hay que destacar el hecho de fijarse en el nombre. La marca Gibson suele aparecer en la pala de la guitarra, tanto en las guitarras originales como en las copias. Sin embargo, el punto clave suele radicar en la disposición e inclinación del mismo. La inclinación del mástil es un detalle que puede ayudar a reconocer una copia, ya que en una Gibson original es mucho mayor. Todos los herrajes de una Gibson tienen tallada la marca Gibson, como los que aparecen en las llaves de afinación y el puente. Las copias no cuentan con estos detalles. En los micrófonos Gibson auténticos aparece tanto el nombre como la serie grabados. En las falsificaciones no suelen aparecer estos detalles. En las Gibson originales la tapa trasera que cubre los potenciómetros va unida a una placa de aluminio o acero inoxidable. En las copias no es en absoluto habitual este detalle. Las falsificaciones de Gibson suelen tener un brillo muy intenso. Las Gibson originales tienen un sonido muy cálido, con mucho sustain. El de una copia tiene un sustain muy pobre.

## Compañías subsidiarias
Muchas otras compañías son propiedad de Gibson, incluidas Kramer, Steinberger, Tobias (la cual se especializa en bajos), Baldwin Piano Company (que construye pianos), Oberheim (realiza procesadores de efectos y MIDI) y las baterías Slingerland. La compañía Gibson también fabrica amplificadores. La marca Maestro fue usada en los 60 y 70 para fabricar pedales de efectos. El más famoso fue el Maestro Fuzz-Tone, uno de los pedales de distorsión (inmortalizado por The Rolling Stones en su éxito de 1965 "(I Can't Get No Satisfaction"). Además se fabrican instrumentos con el sello Maestro by Gibson, entre los cuales se encuentra la Les Paul edición especial del 1992 y la acústica tipo folk de 1994 que fueron ediciones especiales elaboradas con material de primera utilizado por Gibson. Otra compañía relacionada es Heritage Guitars, una compañía independiente fundada por los empleados de Gibson cuando ésta se mudó a Nashville. ==

## Influencia en otras compañías
Ibanez surgió por la década de los 70 haciendo copias de modelos de Gibson como la ES, Les Paul, SG, Flying V, etc; pero al mismo tiempo creó un modelo basado en la Les Paul, la Artist, que tiene el cuerpo en doble corte. Tras problemas legales con Gibson, Ibanez dejó de hacer imitaciones y se dedicó a hacer modelos originales y otros que sean referentes de Gibson, pero con diferente forma (como la Artcore, que está basado en la ES).
Yamaha sacaba desde los años 60 modelos Les Paul con algunas diferencias en la forma, aunque utilizando el nombre de SG. En 1976, estos modelos evolucionan con una forma de doble corte en el cuerpo similar a las Gibson SG, apareciendo ese mismo año modelos como la SG 1000, SG 1500, SG 2000 y (años más tarde) SG 3000. Debido al lawsuit de Gibson debieron rebautizar la guitarra como SBG.
En la década de 1970, en Inglaterra surgen 2 compañías cuyos modelos cobrarían fama en su país por imitar en forma y calidad a las Gibson. John Birch en Birmingham, que incluso llegó a hacer un modelo SG a Tony Iommi de Black Sabbath (Iommi y su banda provienen de allí, además), y Gordon Smith en Mánchester, llamada la Gibson británica, que saca modelos como Gypsy, basado presuntamente en las Les Paul, aunque también tienen doble corte en el cuerpo, tal como las Yamaha SG.

## Proceso de Producción de Guitarras eléctricas marca Gibson

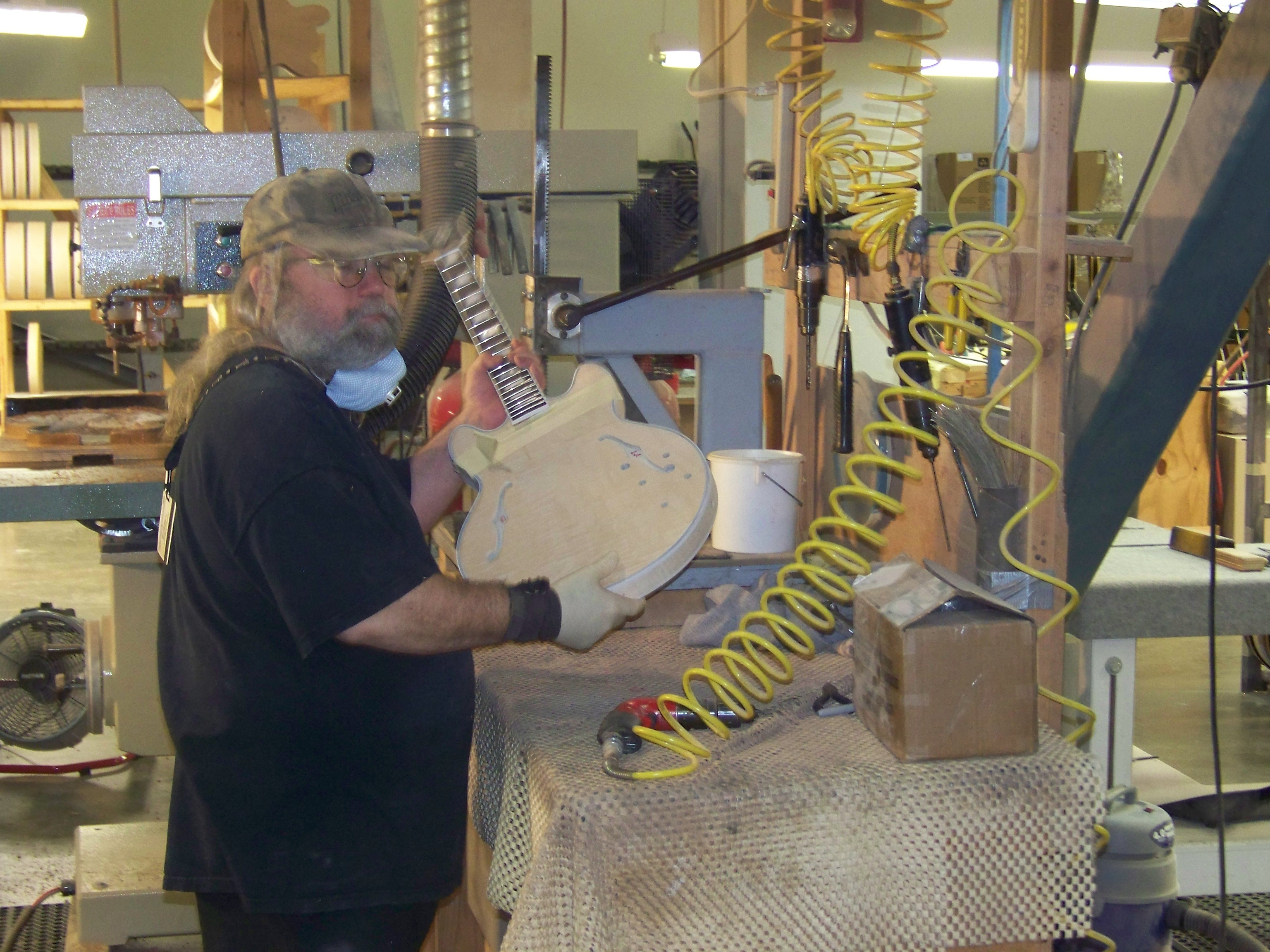

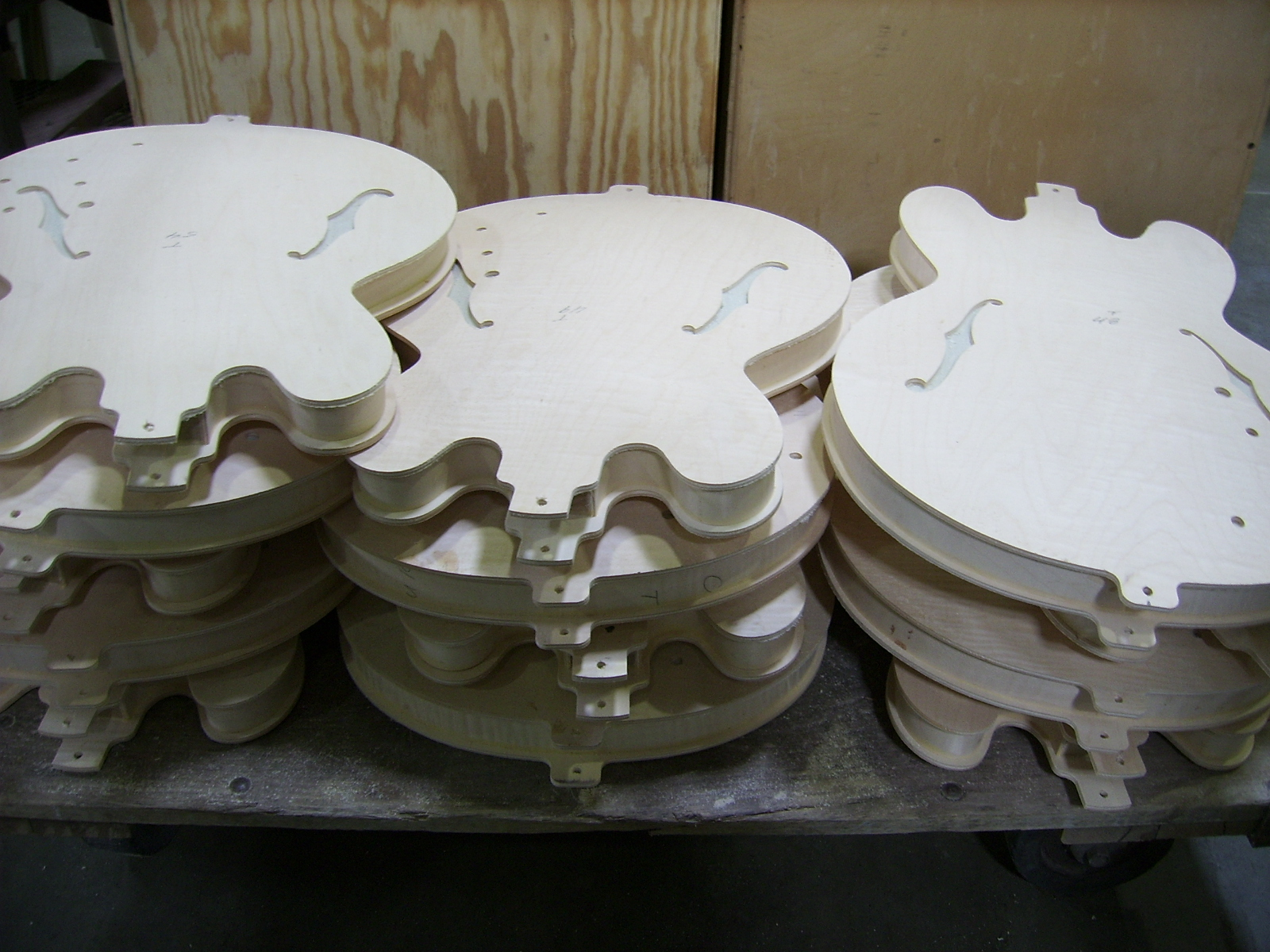

El proceso empieza por la recepción de madera fina, del tipo que requiera la guitarra que se va a realizar (Ej. Roble). Después, se corta a la medida del largo del brazo de la guitarra y se pone en pilas de madera para su transporte al cuarto de carpintería para su corte. También se dibuja el cuerpo de la guitarra, tanto la base, como la tapa (con un sello que se imprime a mano).
Posteriormente se pasa a carpintería y se corta el perímetro tanto del cuerpo de la guitarra como el del brazo. Al brazo se le va dando forma para posteriormente hacerle el hueco para el alma de la guitarra y hacerle los agujeros para ponerle las clavijas. Todo a mano. Es necesario recalcar que en el proceso de producción, nada es automático. Hay máquinas que facilitan la maniobra del obrero, pero nada es automático.
Posteriormente se ensamblan todas las partes y se pegan para posteriormente cablear todo el interior de la guitarra, así como sus partes externas como lo son el puente, las clavijas, la pintura, el pulido, la maquinaria y por último, las cuerdas. Todo a mano, y depende completamente de las habilidades del obrero, que es altamente calificado para el trabajo, y que la empresa Gibson tiene un índice de rotación de personal casi nulo. Los empleados actuales, algunos, llevan en Gibson desde que nació la empresa.
El proceso final es tener a un músico altamente calificado, con un oído extremadamente sensible a la armonía y timbre musical, que afina la guitarra, la calibra, y hace los últimos ajustes para que la guitarra quede perfectamente funcional para tocarla. Después se pasa a empaquetado y se lleva a almacén para esperar la salida del producto a clientes de todo el mundo. Todo el proceso de producción se puede ver al ir directamente a la empresa en Tennessee, EUA, al Gibson tour que la empresa ofrece a cualquier persona que compre boleto para tomar el recorrido por la empresa.

## Modelos
Estos son algunos de los modelos que han hecho famosa a la histórica compañía estadounidense:

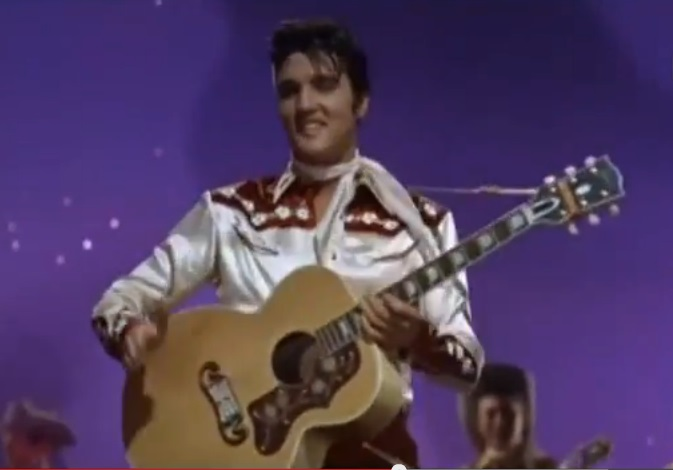
Elvis Presley con un ejemplar de modelo Gibson J200 la misma clase de guitarra que utilizó durante el primer unplugged de la historia en 1968

### Guitarras
- Gibson Box 1100
- Gibson Dark Fire
- Gibson Custom (Modelos que en muchos casos son reproducciones de guitarras clásicas con un alto valor de mercado)
- Gibson L-5
- Gibson L6-S
- Gibson L6-S Deluxe
- Gibson Les Paul
- Gibson SG
- Gibson J-160E
- Gibson EDS-1275
- Gibson ES-150
- Gibson J200 (modelo Elvis Presley)
- Gibson ES-335
- Gibson ES-345
- Gibson Flying V
- Gibson Explorer
- Gibson Sonex
- Gibson Moderne
- Gibson Modernistic Series
- Gibson Firebird
- Gibson Marauder
- Gibson Les Paul Ace Frehley Este modelo también se toma como modelos de la marca Gibson, ya que cuenta con exclusividad y es un poco diferente a la Les Paul original.
- Gibson Robot Guitar
- Gibson Stormtrooper
- Gibson 1963 Super 400 CES (Modelo de Scotty Moore y Elvis Presley) [11]
- Gibson Fire Bird X

### Bajos
- Gibson EB-0
- Gibson EB-3
- Gibson Thunderbird